# Dominique Thiébaud
Dominique Thiébaud (* 26. Januar 1954 in Sancey-le-Grand) ist ein ehemaliger französischer Radrennfahrer und nationaler Meister im Radsport.

## Sportliche Laufbahn
Thiébaud war Bahnradsportler. 1979 gewann er die nationale Meisterschaft im Steherrennen der Amateure vor Pierre Trentin. 1985 gewann er den Titel erneut vor Bruno Garnier. 1980 wurde er Vize-Meister hinter Pierre Trentin, 1983 hinter Jean-Claude Lecourieux. 1977, 1978, 1981 und 1982 kam er auf den dritten Rang der Meisterschaft.